# Larentia diffusaria
Larentia diffusaria är en fjärilsart som beskrevs av Walker 1862. Larentia diffusaria ingår i släktet Larentia och familjen mätare. Inga underarter finns listade i Catalogue of Life.